# Chemba (Distrikt in Tansania)
Chemba ist ein Distrikt der Region Dodoma in Tansania mit dem Verwaltungszentrum in der Stadt Chemba. Er grenzt im Norden an den Distrikt Kondoa, im Osten an die Region Manyara, im Süden an die Distrikte Chamwino und Bahi und im Westen an die Region Singida. 

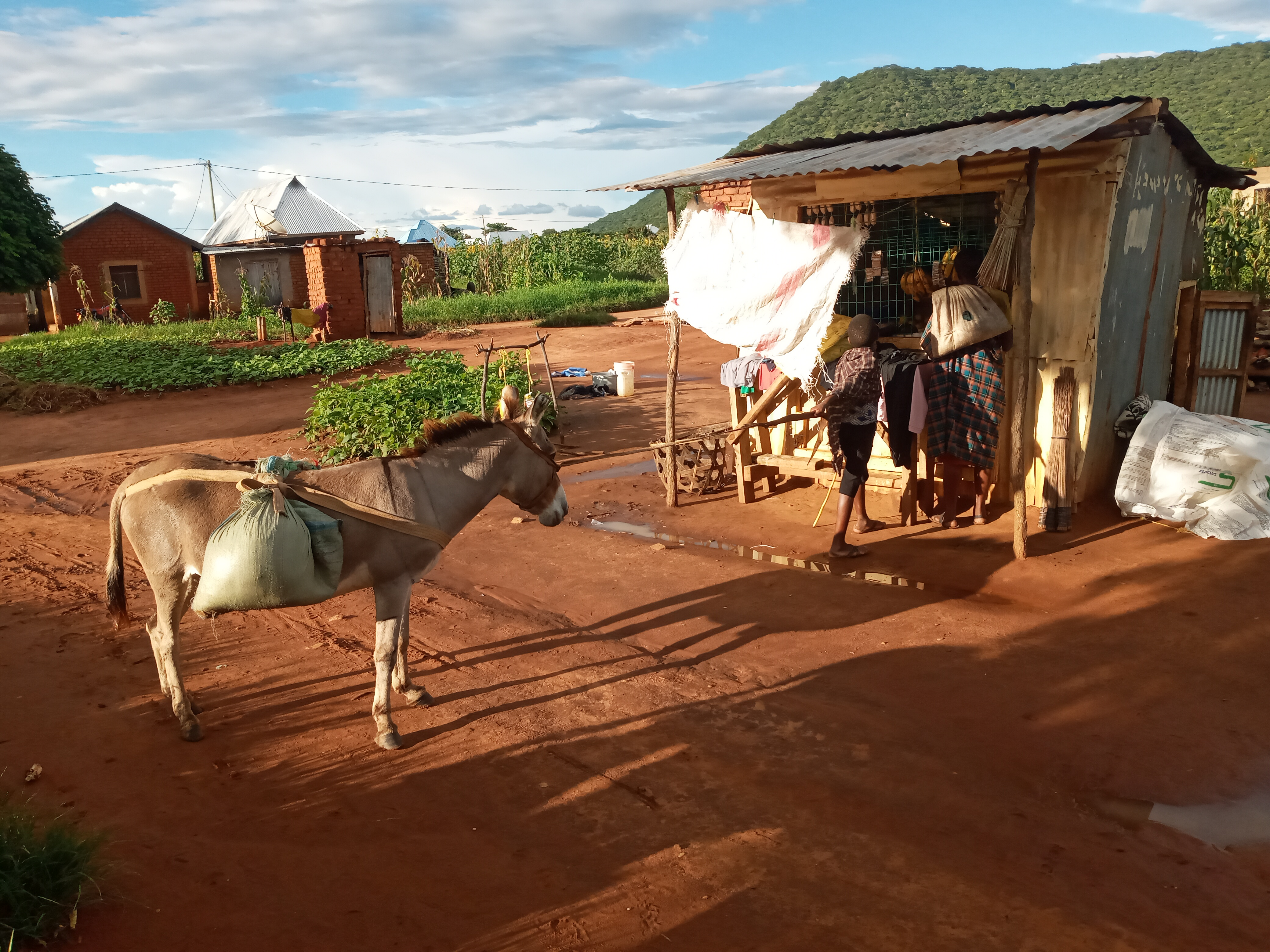
Straßenszene auf dem Land.

## Geographie
Der Distrikt hat eine Fläche von 7653 Quadratkilometer und 339.333 Einwohner (Volkszählung 2022). Das Land liegt auf dem nördlichen Teil des tansanischen Zentralplateaus in einer Höhe von 1200 bis 1500 Meter über dem Meer. Das Klima im Distrikt ist halbtrocken, die geringen Niederschläge von 500 bis 800 Millimeter im Jahr fallen großteils in der Regenzeit von November bis Mai. Es regnet meist schauerartig, sodass viel Wasser abfließt. Die Temperaturen schwanken abhängig von der Höhenlage zwischen 15 und 30 Grad Celsius. Auch tageszeitlich gibt es große Temperaturunterschiede. Es kann in Nächten auf 10 Grad abkühlen und am Tag bis zu 35 Grad heiß werden.

## Geschichte
Im Jahr 2010 wurde der Distrikt Kondoa geteilt und der Süden zum eigenständigen Distrikt Chemba erklärt. Chemba wurde im Jahr 2013 zum Distrikt-Council ernannt.

## Verwaltungsgliederung
Der Distrikt gliedert sich in die vier Divisionen Farkwa, Goima, Kwamtoro und Mondo und besteht aus 26 Bezirken (Wards, Stand 2017):
- Babayu
- Chandama
- Chemba
- Churuku
- Dalai
- Farkwa
- Goima
- Gwandi
- Jangalo
- Kidoka
- Kimaha
- Kinyamshindo
- Kwamtoro
- Lahoda
- Lalta
- Makorongo
- Mondo
- Mpendo
- Mrijo
- Msaada
- Ovada
- Paranga
- Sanzawa
- Songoro
- Soya
- Tumbakose

## Bevölkerung
Von der Volkszählung 2012 bis 2022 gab es einen jährlichen Zuwachs von 3,7 Prozent.
| Volkszählung | Einwohner |
| ------------ | --------- |
| 2002         | 192.275   |
| 2012         | 235.711   |
| 2022         | 339.333   |

Die größten ethnischen Gruppen im Distrikt sind die Burunge, Rangi und die Sandawi. Mehr als 98 Prozent der Bevölkerung leben in ländlichen Gebieten. Im Jahr 2012 sprachen 55 Prozent der Über-Fünfjährigen Swahili, vier Prozent Swahili und Englisch. Rund vierzig Prozent waren Analphabeten.

## Einrichtungen und Dienstleistungen
- Bildung: Im Distrikt befinden sich 103 Grundschulen, die alle auch Vorschulklassen führen. Im Jahr 2016 unterrichteten 899 Lehrkräfte 45.511 Schüler der Grundschulklassen. Im gleichen Jahr standen in den 23 weiterführenden Schulen 354 Lehrkräfte für 4272 Schüler zur Verfügung. Eine der weiterführenden Schulen ist eine Privatschule.[1]
- Gesundheit: Im Distrikt gibt es kein Krankenhaus, aber vier Gesundheitszentren und 34 Apotheken. Auf einen Arzt kommen 236.000 Einwohner, der nationale Durchschnitt in Tansania ist 1:79.000 (Stand 2016).[1]
- Wasser: Mit sicherem und sauberem Wasser innerhalb von 400 Metern vom Wohnort konnten 31 Prozent der Bevölkerung versorgt werden. Von den 80 vorhandenen Wasserversorgungssystemen basierten zwei auf Schwerkraft, 78 waren hydroelekrische Pumpen (Stand 2016).[1][11]

## Wirtschaft und Infrastruktur
| Etwa 95 Prozent der Bevölkerung leben von der Landwirtschaft, ein geringer Anteil ist mit Handel oder im Gewerbe als Tischler oder Maurer beschäftigt. - Landwirtschaft: Die Hauptanbauprodukte sind Mais, Hirse, Sorghum und Sonnenblumen. Von den 50.000 Haushalten besitzt die Hälfte Haustiere. Am häufigsten gehalten werden Rinder, Hühner und Ziegen (Stand 2012). - Forstwirtschaft: Zur Erhaltung der Wälder wurden in den Jahren 2015 und 2016 rund 900.000 beziehungsweise 400.000 Bäume gepflanzt. Geplant waren jeweils 1,5 Millionen. - Straßen: Die wichtigste Straßenverbindung ist die asphaltierte Nationalstraße T5 von Dodoma nach Arusha und weiter nach Kenia. Daneben gibt es noch 170 Kilometer Regionalstraßen, die ebenfalls vom Staat erhalten werden. Von den Distriktstraßen sind nur etwa 28 Prozent geschottert und ganzjährig befahrbar. Die restlichen Straßen sind Erdstraßen, die in der Regenzeit teilweise schlecht befahrbar sind. | Die zur Anzeige dieser Grafik verwendete Erweiterung wurde dauerhaft deaktiviert. Wir arbeiten aktuell daran, diese und weitere betroffene Grafiken auf ein neues Format umzustellen. (Mehr dazu) |

## Politik
Im Distrikt wird ein Distriktrat (District council) alle fünf Jahre gewählt. Der Rat besteht aus 26 gewählten und neun ernannten Mitgliedern, sowie aus zwei Parlamentsmitgliedern. Vorsitzender des Rates ist Mweshimiwa Rajabu (Stand 2020)[veraltet].